# 富士山測候所

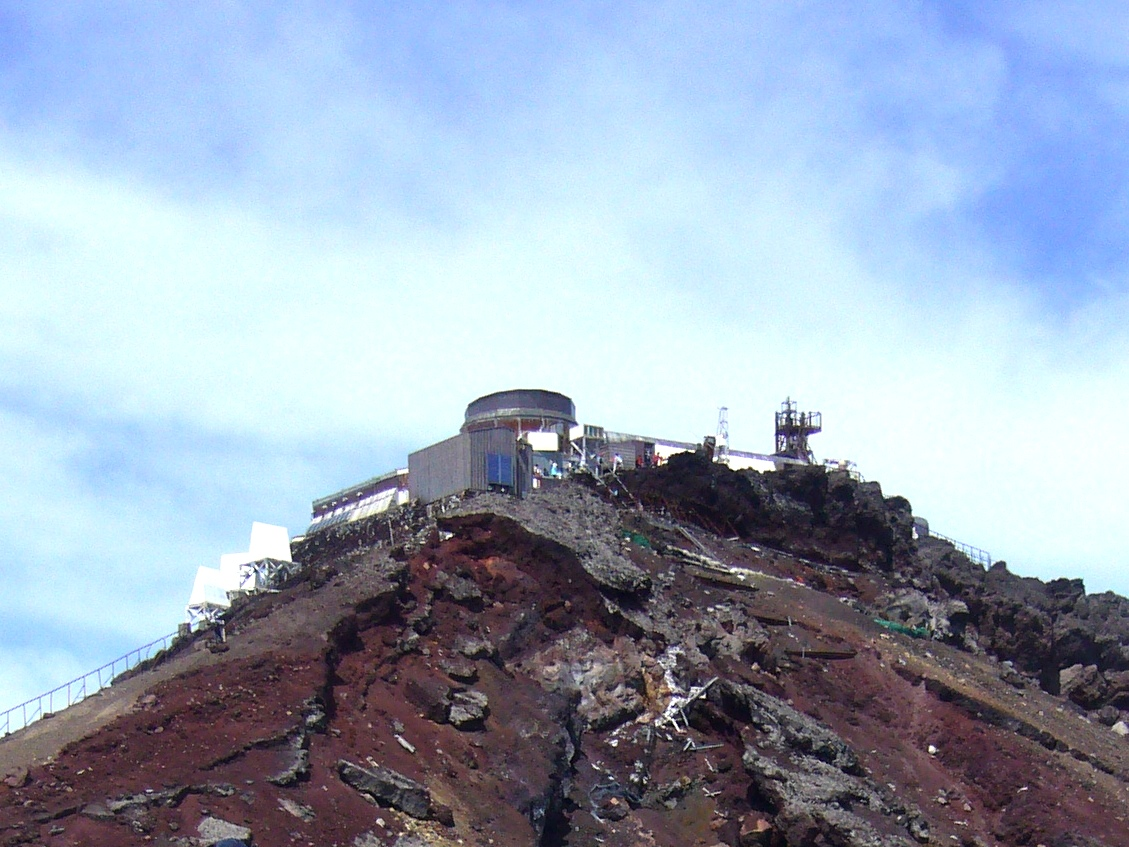
富士山最高峰剣ヶ峰と、ドームが撤去された富士山測候所

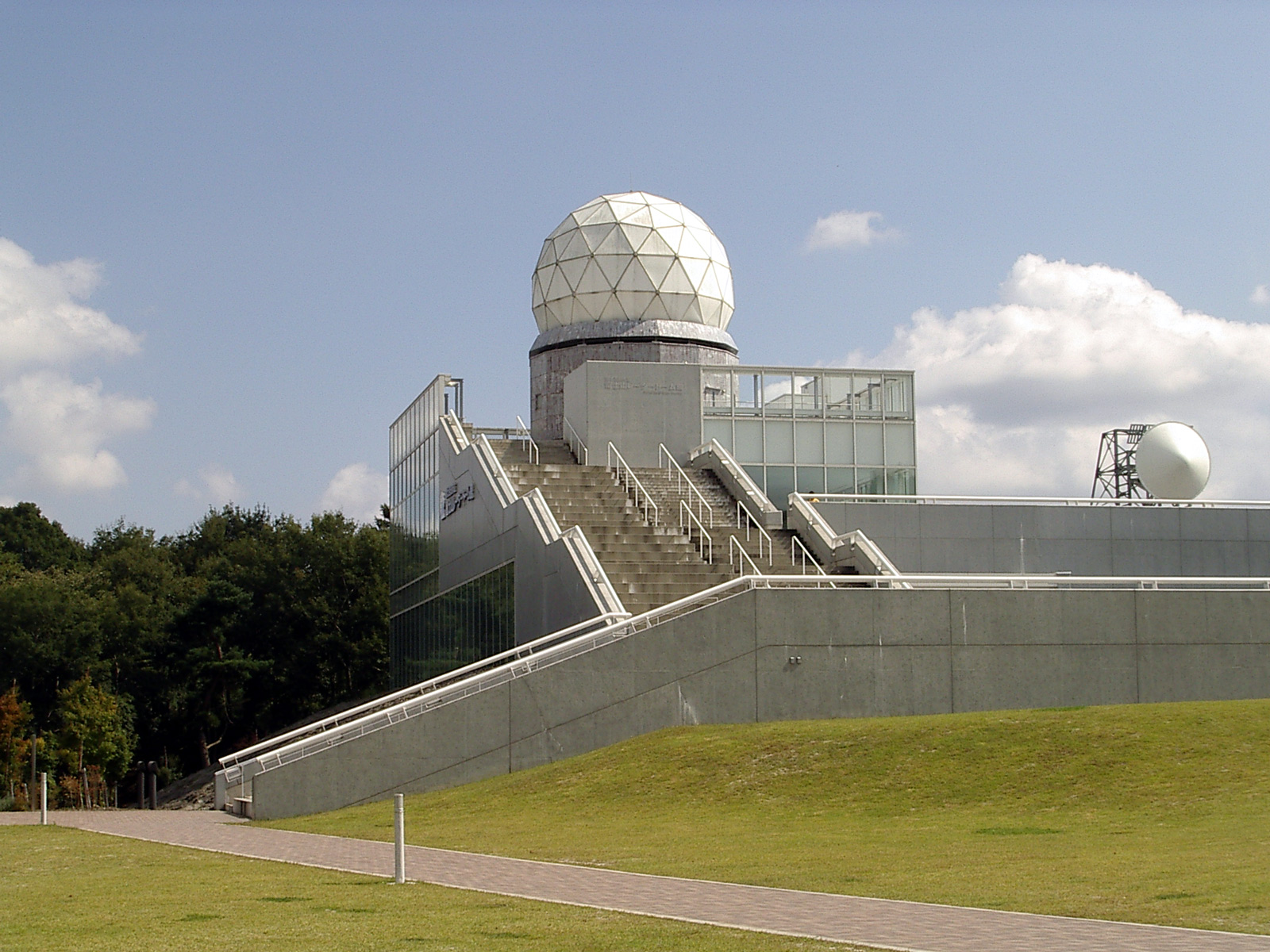
退役移設後展示されている富士山レーダードーム（富士吉田市）

富士山測候所（ふじさんそっこうじょ）とは、かつて気象庁東京管区気象台が富士山頂剣ヶ峯に設置していた気象官署のこと。2004年に測候所が閉鎖（後述）されて以降は富士山特別地域気象観測所となっており、自動気象観測装置による気象観測を行っている。

## 概要

### 臨時富士山測候所
日本最高峰の富士山で気象観測すれば高山気象観測や台風の予報、また富士山登山者の人命保護に役立つとしてかなり早い時期から富士山での気象観測所の計画は何度も行われた。1932年、外輪山南東の東安河原に公設の中央気象台臨時富士山測候所が開設されて通年測候が行われたが、観測結果は超短波無線機で気象庁に送られた。
なお、富士山の気象観測の支援拠点は、初期の頃から御殿場に置かれていた。1941年（昭和16年）には支援拠点として御殿場事務所が開設され、富士山測候所職員の通勤や物資搬送には主に御殿場口登山道が使われており、御殿場口登山道沿いに測候所職員の冬季の登下山に使われた鉄製の手すりや避難小屋が撤去されずに残っている。

### 富士山頂気象観測所
1936年、風の観測条件を考えて日本最高峰の剣ヶ峯に富士山頂気象観測所として移設。これは当時世界最高所の常設気象観測所となった。高山気象観測を目的に気象観測を行った。これによって、日本上空を流れる偏西風の謎の解明や高山気象における基礎的データが収集された。現在は、モンスーン気候の長期的変動を捉えるために、中国南部の山間地に自動気象観測点を国際協力で設置しているが、これらの経験を元にしたものである。

### 富士山レーダー
伊勢湾台風（1959年）による甚大な被害を受けて1964年、日本に接近する台風の観測を目的としてドーム形レーダー（通称：富士山レーダー）が設置され、運用を開始した。このレーダーサイトは、日本では富士山が標高が一番高く単独峰であったため、レーダーの視野を最大にすることが可能であることから設置されたものである。半径700kmと広範囲の積乱雲を捉えることができるため、台風観測に威力を発揮し、現在の台風予報の基礎的データ及び予報精度の向上に寄与した。また富士山頂のシンボルとして登山者にも親しまれた。

### 測候所閉鎖とその後
気象衛星の発達や、長野レーダー・静岡レーダーの設置などにより、富士山でのレーダー観測は必要性を失った為、1999年に、レーダー観測が廃止された。さらに観測装置が発達したことにより、現地での人手による観測の必要性は失われ、2004年に自動観測装置が設置され無人施設となり、気象観測（気温、気圧、日照時間（夏季のみ））を継続して行っている。ただし、それまで行われていた風向・風速の観測については、観測装置のメンテナンスが困難なため廃止され、NHKラジオ第2放送の気象通報で放送されていた富士山頂の風向・風速は放送されなくなった。
廃止された気象レーダードームは、山梨県富士吉田市と静岡県御殿場市との誘致合戦の結果、いち早く名乗りを上げた富士吉田市の富士山レーダードーム館（道の駅富士吉田に隣接）に展示されることとなった。
測候所の施設自体は、研究者の組織である「富士山高所科学研究会」が中心となって設立したNPO法人「富士山測候所を活用する会」が、夏季期間に借用し、気象以外にも2007年から様々な研究活動を行っている。年間予算は約4000万円で、電源や施設の補修費は会の負担。観測対象は大気中の二酸化炭素濃度やマイクロプラスチックの観測、中国などからも偏西風に乗って飛来する水銀等の大気汚染物質、東京電力福島第一原子力発電所事故により飛散した放射性物質と幅広い
。雷の発生や落雷を間近で観測できる利点もあるほか、高所医学の研究、大気中の水蒸気から飲用水を作る技術の実験などにも使われているが、近年は施設の老朽化も問題となっている。

### 『カンテラ日誌』
1936年から無人化まで職員が『カンテラ日誌』を綴っていた。厳しい環境下での建設作業や観測、太平洋戦争中の米軍機による都市部への空襲、測候所への機銃掃射（1945年7月10日）、大日本帝国陸軍による高地炊飯実験、イノシシの出現、英国海外航空機空中分解事故（1966年）目撃談など貴重な記録が含まれる。1985年には抜粋が『カンテラ日記 富士山測候所の50年』（筑摩書房）として出版されている。
無人化に伴い東京管区気象台に移管され、2012年には44冊の存在が確認されていた。同気象台は、2018年3月の『毎日新聞』による情報公開請求に対して「不存在」「職員が私的に記したもので公文書にはあたらず、保管義務はない」と回答した。同年8月には行政文書には該当しないため、2017年11月以降に「文書整理の一環」として廃棄したことを明らかにした。廃棄理由は「場所がない」「個人情報が多数含まれる」であった。

### 所在地
富士山の8合目以上は、静岡県と山梨県の県境境界未定地域となっているが、気象庁は測候所所在地を「静岡県富士宮市富士山剣が峰」としていた。また、富士山特別地域気象観測所の所在地についても、気象庁は「富士宮市富士山頂」としている。アメダスデーターでも静岡県に属する観測所となっている。

## 歴史
- 1880年（明治13年）から野中到らにより時折、富士山での気象観測が行われていた。
- 1895年（明治28年） 野中到が山頂剣が峰に木造6坪の観測所を建設。冬季観測を試みる。
- 1927年（昭和2年） 佐藤順一が東京自動車学校校長鈴木靖二の寄付を得て、観測小屋｢佐藤小屋｣を山頂東安河原に完成、気象観測は1931年（昭和6年）まで続いた。
- 1932年（昭和7年）7月1日 第二極年国際協同観測の一つとして山頂東安河原に｢中央気象台臨時気象観測所｣を設立、一年限りの予算で観測を開始。
- 1934年（昭和9年） ｢中央気象台臨時気象観測所｣の閉鎖の危機を富士山研究家で三井銀行員だった廣瀬潔らの働きかけにより三井報恩会の援助を得て継続が決定[9]。
- 1936年（昭和11年） 国費により常設の測候所｢中央気象台富士山頂観測所｣として剣ヶ峯に移設。
- 1938年（昭和13年） 越冬に陸軍航空医学研究所員も加わる。目的は気圧の変化による人体への影響調査[10]。
- 1964年（昭和39年）9月10日 富士山レーダーを設置。
- 1965年（昭和40年）3月1日 レーダーの正式に運用開始。
- 1966年（昭和41年）9月25日 台風26号がすぐ西を通過し、最大瞬間風速の日本記録の91.0m/sを観測。
- 1999年（平成11年）11月1日 レーダー観測廃止。
- 2004年（平成16年）10月1日 無人化。（悪天候のため9月30日より延期。）
- 2007年（平成19年）7月1日 「富士山測候所を活用する会」による初の夏季観測（9月5日まで）。
- 2008年（平成20年）10月1日に富士山特別地域気象観測所と名称を変更。

## 登場作品
- 新田次郎『富士山頂 (小説)』
- 新田次郎『蒼氷』-1932年から1935年を背景にした物語
- 新田次郎原作『芙蓉の人〜富士山頂の妻』
- 『プロジェクトX〜挑戦者たち〜』（テレビドキュメンタリー）：レーダードームが完成するまでの模様を放送した。
- 『地球防衛企業ダイ・ガード』（テレビアニメ）：フィクションの設定として、「界震」と呼ばれる異次元現象の観測施設を兼ねている。